# Lybius minor
Lybius minor е вид птица от семейство Lybiidae.

## Разпространение
Видът е разпространен в Габон, Ангола, Замбия, Република Конго и Демократична република Конго.